# Bryan Lake
Bryan Lake är en sjö i Kanada.   Den ligger i provinsen Manitoba, i den centrala delen av landet, 2 100 km nordväst om huvudstaden Ottawa. Bryan Lake ligger 295 meter över havet. Arean är 1,4 kvadratkilometer. Den ligger vid sjöarna  Alberts Lake och Pothook Lake. Den sträcker sig 1,8 kilometer i nord-sydlig riktning, och 2,6 kilometer i öst-västlig riktning.
I omgivningarna runt Bryan Lake växer i huvudsak barrskog. Trakten runt Bryan Lake är nära nog obefolkad, med mindre än två invånare per kvadratkilometer.